# Lília Ana Águas
Lília Ana da Cruz Oliveira Martins Águas (19 de maio de 1977) é uma política portuguesa. Foi deputada à Assembleia da República desde 23 de outubro até 27 de novembro de 2015, pelo círculo de Aveiro, em substituição de João Almeida.